# Teofano Martiniake
Teofano Martiniake (grč. Θεοφανώ Μαρτινιακή; † 10. studenog 893.) — poznata i kao sveta Teofano — bila je grčka svetica te bizantska carica kao prva supruga bizantskog cara Leona VI. Mudrog, kojem je rodila samo jedno dijete, kćer imenom Eudokija.

## Obitelj carice Teofano
Otac carice Teofano bio je Konstantin Martiniakos, čiji su roditelji nepoznati, premda je Christian Settipani predložio da je Teofanina obitelj bila povezana s Frigijskom dinastijom Bizantskoga Carstva. Postoji i priča prema kojoj je jedan Teofanin rođak bio brakom povezan s carem Teofilom, sinom Mihaela II. i carice Tekle. Prema kronici Šimuna Metafrasta, Teofano se udala za Leona 16. godine vladavine cara Bazilija I., koji je vjerojatno bio Leonov otac, a koji je sam brak i dogovorio. Car Bazilije je umro 29. kolovoza 886. te je Leon postao novi car, a Teofano carica.
Leon se oko 889. zaljubio u ženu zvanu Zoe Zaoutzaina, koja mu je postala priležnica te se Teofano oko 893. povukla u samostan u Carigradu. Nakon njezine smrti 897., Leon je oženio Zoe.
| Kraljevske titule            | Kraljevske titule | Kraljevske titule         |
| ---------------------------- | ----------------- | ------------------------- |
| prethodnik Eudokija Ingerina | Bizantska carica  | nasljednik Zoe Zaoutzaina |